# Berthold Schneider (Mediziner)
Berthold Schneider (* 14. August 1952) ist ein deutscher Chirurg].

## Leben und Wirken
Nach dem Abitur 1972 studierte Schneider von 1972 bis 1978 Medizin an der Universität Bonn. 1978 wurde er dort promoviert. Ab 1979 absolvierte er seine fachärztliche Weiterbildung an der Chirurgischen Universitätsklinik in Bonn. 1984 erhielt er den Facharzttitel für Chirurgie, 1986 für Unfallchirurgie. Schließlich habilitierte sich Schneider 1987 zum Thema Untersuchungen über die Pathogenese der Ösophagusvarizenruptur bei Pfortaderhochdruck und deren Behandlung. Seit 1990 war er Chefarzt für Chirurgie am St. Marien-Hospital Bonn sowie seit 2011 ebenfalls am St. Josef-Hospital in Beuel. 1995 erhielt er den Facharzttitel für Viszeralchirurgie. Schneider ist seit 1996 außerplanmäßiger Professor an der Universität Bonn. Weiterhin war er von 2001 bis 2016 ärztlicher Direktor des St. Marien-Hospitals Bonn.
Mit seiner Frau Eva-Maria trug er eine Sammlung antiker Vasen zusammen, die sie 2025 den Staatlichen Antikensammlungen in München als Dauerleihgabe übergaben.
Schneider war von 2014 bis 2024 Vorsitzender des Fördervereins des Akademischen Kunstmuseums der Universität Bonn. Seit 2022 ist er Vorsitzender der Gesellschaft der Freunde des Deutschen Archäologischen Instituts. Theodor Wiegand Gesellschaft.

## Veröffentlichungen
- Auftreten von Salmonella typhimurium in Nordrhein-Westfalen, anderen Gebieten der Bundesrepublik Deutschland und Luzern (Schweiz) in den Jahren 1969–1974. Dissertation. Bonn 1979.
- Untersuchungen über die Pathogenese der Ösophagusvarizenruptur bei Pfortaderhochdruck und deren Behandlung. Habilitationsschrift. Bonn 1986.